# Julia Schwarzbach
Julia Schwarzbach (* 13. Mai 1989 als Julia Rohde in Görlitz) ist eine deutsche Gewichtheberin.
Julia Rohde tritt für den NSAC Görlitz an. Sie begann ihren sportlichen Werdegang mit elf Jahren als Turniertänzerin und wechselte kurz darauf zum Gewichtheben. Seit 2006 trainiert die Sportsoldatin im Bundesstützpunkt der Gewichtheber in Leimen (Baden). Mit 108 kg ist Rohde die erste deutsche Gewichtheberin, die mehr als ihr doppeltes Körpergewicht gestoßen hat.
Überraschend konnte Rohde bei den Europameisterschaften 2008 in Lignano die Bronzemedaille im Zweikampf und Silber im Stoßen gewinnen. Die 188 Kilogramm (Stoßen 105 kg, Reißen 83 kg) bedeuteten zugleich einen neuen deutschen Rekord (zuvor 81 kg und 100 kg). Es war die erste Medaille für Deutschland seit dem Medaillengewinn von Monique Riesterer acht Jahre zuvor. Damit qualifizierte Rohde sich für die Olympischen Spiele in Peking und wurde bei ihrem ersten Olympiawettkampf am 10. August 2008 nach der Disqualifikation der gedopten Belarussin Nastassja Nowikawa Sechste in der Gewichtsklasse bis 53 kg.
An den Europameisterschaften 2009 in Bukarest konnte Rohde wegen eines Rippenbruchs nicht teilnehmen, erst nach acht Monaten konnte sie wieder mit dem Training beginnen. Bei den Weltmeisterschaften im September 2010 in Antalya hatte Rohde mit insgesamt drei deutschen Rekorden den zehnten Platz erreicht. Bei den U23-Europameisterschaften 2010 in Limassol gewann sie überlegen dreimal Gold. Sie hob in ihrer Gewichtsklasse (bis 53 kg) bei einer Zweikampfleistung von 188 kg 14 kg mehr als die Konkurrenz. Auch in den beiden Einzelwertungen für das Reißen (83 kg) und Stoßen (105 kg) gewann Rohde die Wettbewerbe.
Die Armenierin Elen Grigorjan wurde bei den Europameisterschaften 2011 im russischen Kasan wegen einer positiven Dopingprobe nachträglich durch den Europäischen Gewichtheberverband (EWF) disqualifiziert. Somit rückte Julia Rohde um einen Platz vor und wurde Vizeeuropameisterin 2011 im olympischen Zweikampf (187 kg) und im Reißen (83 kg) der 53-kg-Klasse. Bei den Deutschen Meisterschaften der Gewichtheber 2011 konnte sich Rohde in Forst den Titel in der Klasse bis 58 Kilogramm Körpergewicht sichern und dabei den deutschen Rekord im Reißen um 1 kg auf 86 kg verbessern. 192 Kilogramm im Zweikampf (Reißen 86/Stoßen 106) brachte sie in die Wertung und siegte mit 40 kg Vorsprung vor der Zweitplatzierten Johanna Walzak.
Bei den Weltmeisterschaften 2011 startete Rohde in der 53-kg-Klasse, kam dabei dicht an ihre persönlichen Bestleistungen heran, dies reichte im Zweikampf zu Platz 14 (85 kg + 106 kg = 191 kg). Die Leistung im Reißen stellt gleichzeitig eine Einstellung des deutschen Rekordes dar. Bei den Olympischen Spielen 2012 in London belegte sie mit den neuen deutschen Rekorden von 108 kg im Stoßen und 192 kg im Zweikampf den 11. Platz.
Seit Oktober 2011 engagiert sich Rohde ehrenamtlich als Deutsche Tierschutzbotschafterin des Deutschen Tierschutzbundes für den Schutz von Heimtieren.
Im Februar 2014 heiratete sie ihren langjährigen Lebensgefährten, den deutschen Gewichtheber Tom Schwarzbach und nahm dessen Namen an.
Bei den Europameisterschaften im Gewichtheben 2015 gewann sie Silber.

## Bestleistungen und Erfolge
Persönliche Bestleistungen in der 53-kg-Klasse
- Zweikampf: 193 kg bei den Olympischen Spielen 2012 in London[2]
- Reißen: 85 kg bei den Weltmeisterschaften 2010 in Antalya
- Stoßen: 108 kg bei den Olympischen Spielen 2012 in London

Persönliche Bestleistungen in der 58-kg-Klasse
- Zweikampf: 193 kg bei der nationalen WM-Qualifikation 2010 in Essen
- Reißen: 86 kg bei den deutschen Meisterschaften 2011 in Forst
- Stoßen: 108 kg bei der nationalen WM-Qualifikation 2010 in Essen

Rekorde
- Europarekordinhaberin der U23 -53 kg
- Deutsche Rekordinhaberin Junioren und Aktive -53 kg und -58 kg

Erfolge
- Vizeeuropameisterin 2011 im Zweikampf
- Vizeeuropameisterin 2011 im Reißen
- Weltmeisterschaften 2010 10. Platz im Zweikampf
- U23-Europameisterin im Zweikampf 2010
- U23-Europameisterin im Stoßen 2010
- U23-Europameisterin im Reißen 2010
- U23-Vizeeuropameisterin im Zweikampf 2009
- U23-EM Bronzemedaille im Reißen 2009
- U23-Europameisterin im Stoßen 2009
- Platz 7 bei den Olympischen Sommerspielen 2008 in Peking
- Vizeeuropameisterin im Stoßen 2008
- Bronzemedaille im Zweikampf bei den Europameisterschaften 2008
- EU-Meisterin 2008 (Reißen, Stoßen, Zweikampf)
- Mehrfache Deutsche Meisterin der Jugend, Junioren und Aktiven
- 5. im Zweikampf bei den Europameisterschaften 2012
- Vizeeuropameisterin 2015 im Zweikampf, (Bronze im Reißen und Stoßen)